# Blanzou
Le Blanzou est un affluent gauche de la Briance, dont le cours se situe intégralement en Haute-Vienne, dans la région Nouvelle-Aquitaine.

## Géographie
Long de 14,9 km, il prend sa source à Magnac-Bourg, entre les lieux-dits le Grand Chêne et Leysenne, à 435 m d'altitude.
Puis le Blanzou traverse ou longe Saint-Germain-les-Belles, puis Glanges et Vicq-sur-Breuilh puis contourne Saint-Hilaire-Bonneval par l'est avant de rejoindre la Briance au nord-est de Pierre-Buffière, et du viaduc ferroviaire, à 246 m d'altitude.
Avant de rejoindre la Briance en rive gauche, il passe sous l'un des deux viaducs autoroutiers de l'A20.

### Communes traversées
Dans le seul département de la Haute-Vienne, le Blanzou traverse les six communes suivantes, de l'amont vers l'aval, de Magnac-Bourg (source), Saint-Germain-les-Belles, Glanges, Vicq-sur-Breuilh, Saint-Hilaire-Bonneval, Pierre-Buffière (confluence).
Soit en termes de cantons, le Blanzou prend source dans le canton de Saint-Germain-les-Belles et conflue dans le canton de Pierre-Buffière, le tout dans l'arrondissement de Limoges.

### Bassin versant
Le Blanzou traverse une seule zone hydrographique « La Briance de la petite Briance (C) au rau de la Breuilh (NC) » (L051) de 240 km2 de superficie. Ce bassin versant est constitué à 76,02 % de « territoires agricoles », à 22,21 % de « forêts et milieux semi-naturels », à 1,50 % de « territoires artificialisés ».

## Affluents
Le Blanzou a deux affluents référencés :
- le Fressanges (rg), 2,8 km sur la seule commune de Vicq-sur-Breuilh.
- le Champarnaud (rg), 3,6 km sur la seule commune de Vicq-sur-Breuilh.

Donc le rang de Strahler est de deux.
Longeant en rive gauche la Briance à moins d'un kilomètre, le Blanzou n'a pas d'affluent de rive droite, mais Géoportail signale d'autres petits affluents, sans nom, en rive gauche.